# 장요령
전량 애공 장요령(前涼 哀公 張耀靈, 343년 ~ 355년, 재위 : 353년)은 중국 오호 십육국 시대 전량(前凉)의 제6대의 국왕이다. 시호는 애공(哀公)이다.

## 생애
장요령은 장중화(張重華)의 아들로 343년에 태어났다. 353년에 장중화가 병에 걸리자 10세의 장요령이 태자가 되었으며 곧이어 장중화의 뒤를 이어 즉위하였다.
장중화의 서형(序兄)인 장조(張祚)가 장중화의 유언을 조작하여 후견인이 되어 정권을 장악하였다. 장조는 곧 장요령을 폐위하여 양녕후(凉寧候)로 삼았다.
355년에 장관(張瓘)이 장요령을 복위시키려 하였기 때문에 장조에게 살해당했고 시체는 모래 구덩이에 매장당했다. 시호는 애공(哀公)이라 하였다.
| 전 대 장중화(張重華) | 제6대 전량 공 353년 | 후 대 장조(張祚) |